# Leilani Farha

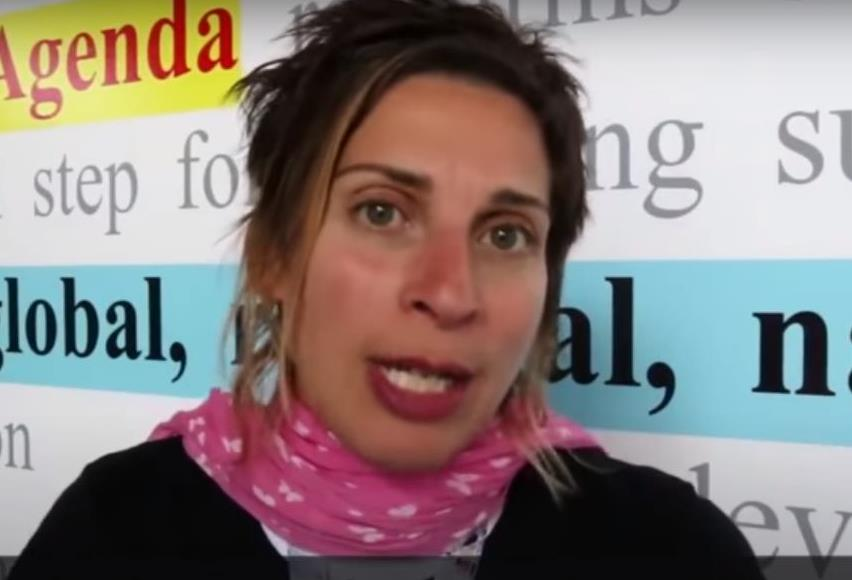
Leilani Farha (2017)

Leilani Farha wirkte von 2014 bis April 2020 als UN-Sonderberichterstatterin für das Menschenrecht auf angemessenes Wohnen.
Farha ist Anwältin, Absolventin der University of Toronto und war Geschäftsführerin der NGO Canada Without Poverty.
In ihrer Amtszeit als Sonderberichterstatterin hat sie sich auf soziale Ungleichheit und das Fehlen einer wirksamen politischen Vertretung der Armen als Ursache für Obdachlosigkeit oder unzureichende Unterbringung konzentriert. Farha setzt sich für das Recht auf angemessenen Wohnraum für soziale Randgruppen ein und arbeitete in Kanada an der Umsetzung von Resolutionen der Vereinten Nationen, in denen Obdachlosigkeit als Verletzung der Menschenrechte angesehen wird. Als Sonderberichterstatterin hat sie weltweit an Missionen teilgenommen, um den Zustand des Rechts auf Wohnen zu untersuchen und Strategien zur Umsetzung dieser Rechte zu entwickeln. Durch die Ausgangsbeschränkungen während der Coronavirus-Pandemie wurden ihrer Beobachtung nach die sozialen, wirtschaftlichen und kulturelle Rechte breiter Bevölkerungsschichten stark beeinträchtigt.
Ihre Arbeit als Sonderberichterstatterin für das Recht auf Wohnen wird im 2019 erschienenen Dokumentarfilm „PUSH – Für das Grundrecht zu wohnen“ des schwedischen Dokumentarfilmers Fredrik Gertten ausführlich dargestellt. Farha unterstützt die Europäische Bürgerinitiative „Housing For All“ und hat eine zivilgesellschaftliche Bewegung namens The Shift zum weltweiten Austausch von Erfahrungen bezüglich des Rechts auf Wohnen ins Leben gerufen.

„... bedeutet das Recht auf Wohnen das Recht, in Frieden, Sicherheit und Würde zu leben. Obdachlose haben weder eine Toilette noch eine Dusche. Die Lebenserwartung ist nur halb so hoch, wie wenn die Menschen eine Unterkunft hätten. Insofern verletzt Obdachlosigkeit die Sicherheit, die Menschenwürde und auch den Frieden einer Person." - "Wohnen muss bezahlbar sein – und zwar auf der Grundlage des Haushaltseinkommens, nicht mit Blick darauf, was der Markt hergibt.“